# 밀알미술관
밀알미술관(-美術館)은 서울특별시 강남구 일원동에 위치한 미술관이다.

## 같이 보기
- 대한민국의 박물관과 미술관 목록